# Peter Duncan (homme politique britannique)
Pour les articles homonymes, voir Peter Duncan.
Peter John Duncan (né le 10 juillet 1965) est un homme politique du Parti conservateur écossais. Il est député de Galloway et Upper Nithsdale de 2001 à 2005.

## Jeunesse
Né à Ayrshire, Duncan fréquente l'Académie Ardrossan à Ardrossan, North Ayrshire et fait ses études à l'Université de Birmingham où il obtient un baccalauréat en sciences en 1985. Il travaille ensuite comme consultant en affaires et en communications pour Mackays Stores Ltd de 1985 à 1988 en plus de diriger l'entreprise textile familiale - John Duncan & Son de 1988 à 2000. En septembre 1997, il est apparu en tant que membre de l'auditoire lors d'un débat à la télévision écossaise sur le référendum de dévolution et s'est prononcé contre la création d'un Parlement écossais. 

## Carrière parlementaire
Il est élu à la Chambre des communes aux élections générales de 2001, pour le siège de Galloway et d'Upper Nithsdale battant le Parti national écossais. Cela fait de lui le seul député conservateur de toute l'Écosse et le premier député conservateur d'Écosse depuis 1997. En novembre 2003, il est nommé Secrétaire d'État pour l'Écosse du cabinet fantôme par le nouveau chef du parti, Michael Howard et il est ensuite nommé président du Parti conservateur écossais.
Sa circonscription est abolie pour les élections générales de 2005 et remplacée par Dumfries et Galloway. Cependant, il est battu face à Russell Brown (homme politique) (en) du Labour.
Lors des élections locales de 2007, les premières à se dérouler dans le cadre du système de vote unique transférable, il est l'un des nombreux nouveaux conseillers conservateurs élus au conseil de Dumfries et Galloway.
Il se présente comme le candidat conservateur pour le siège de Dumfries et Galloway aux élections générales de 2010. Il est de nouveau battu par le titulaire Russell Brown, avec un swing de -3,7% contre.

## Vie privée
Il épouse Lorna Anne et ils ont un fils et une fille et, à partir de 2007, vit maintenant à Dalbeattie à Dumfries et Galloway.